# Ansonia platysoma
Ansonia platysoma és una espècie d'amfibi que viu a Malàisia i, possiblement també, a Brunei.
Està amenaçada d'extinció per la pèrdua del seu hàbitat natural.